# Qualificazioni al campionato europeo femminile di pallavolo 2013
Le qualificazioni per il campionato europeo femminile di pallavolo 2013, le cui fasi finali si sono tenute in Germania e Svizzera, si sono svolte tra il mese di maggio e settembre 2012. Hanno partecipato 25 squadre nazionali europee.
Dopo il primo turno, le squadre sono state divise in 6 gruppi da 4: le vincenti di ogni girone sono state ammesse al campionato europeo mentre le seconde classificate hanno disputato i play-off. In totale 9 squadre hanno ottenuto la qualificazione.
Sono già qualificate Germania e Svizzera, come paesi organizzatori, e le prime cinque qualificate al campionato europeo 2011 (in questo caso si è qualificata la sesta poiché la Germania, seconda classificata, è qualificata di diritto).

## Squadre partecipanti
| - Austria - Azerbaigian - Belgio - Bielorussia - Bulgaria - Cipro - Croazia | - Danimarca - Finlandia - Francia - Grecia - Israele - Lettonia - Montenegro | - Paesi Bassi - Portogallo - Regno Unito - Rep. Ceca - Romania - Slovacchia - Slovenia | - Spagna - Svezia - Ucraina - Ungheria |

## Prima fase

### Squadre partecipanti
- Cipro
- Lettonia

### Qualificate alla seconda fase
- Lettonia

## Seconda fase

### Squadre partecipanti
| - Austria - Azerbaigian - Belgio - Bielorussia - Bulgaria - Croazia | - Danimarca - Finlandia - Francia - Grecia - Israele - Lettonia | - Montenegro - Paesi Bassi - Portogallo - Regno Unito - Rep. Ceca - Romania | - Slovacchia - Slovenia - Spagna - Svezia - Ucraina - Ungheria |

### Gironi
| Girone A                         | Girone B                             | Girone C                                  | Girone D                               | Girone E                           | Girone F                             |
| -------------------------------- | ------------------------------------ | ----------------------------------------- | -------------------------------------- | ---------------------------------- | ------------------------------------ |
| Israele Slovacchia Spagna Svezia | Danimarca Grecia Paesi Bassi Ucraina | Austria Azerbaigian Bielorussia Finlandia | Croazia Portogallo Regno Unito Romania | Belgio Francia Montenegro Slovenia | Bulgaria Lettonia Rep. Ceca Ungheria |

### Qualificate al campionato europeo
- Azerbaigian
- Belgio
- Bulgaria
- Croazia
- Paesi Bassi
- Spagna

### Qualificate alla terza fase
- Bielorussia
- Francia
- Rep. Ceca
- Romania
- Slovacchia
- Ucraina

## Terza fase

### Squadre partecipanti
- Bielorussia
- Francia
- Rep. Ceca
- Romania
- Slovacchia
- Ucraina

### Qualificate al campionato europeo
- Bielorussia[1]
- Francia[2]
- Rep. Ceca

## Tutte le squadre qualificate al campionato europeo
- Germania (paese organizzatore)
- Svizzera (paese organizzatore)
- Serbia (1º posto nel campionato europeo 2011)
- Turchia (3º posto nel campionato europeo 2011)
- Italia (4º posto nel campionato europeo 2011)
- Polonia (5º posto nel campionato europeo 2011)
- Russia (6º posto nel campionato europeo 2011)
- Spagna (1º posto nel torneo qualificazione Girone A)
- Paesi Bassi (1º posto nel torneo qualificazione Girone B)
- Azerbaigian (1º posto nel torneo qualificazione Girone C)
- Croazia (1º posto nel torneo qualificazione Girone D)
- Belgio (1º posto nel torneo qualificazione Girone E)
- Bulgaria (1º posto nel torneo qualificazione Girone F)
- Bielorussia (Spareggio)
- Francia (Spareggio)
- Rep. Ceca (Spareggio)